# 大石乳業
大石乳業株式会社（おおいしにゅうぎょう）は、岩手県花巻市に本社を置く乳製品メーカー。

## 事業所
本社・工場
〒025-0304 岩手県花巻市湯本3番36号
釜石支店
〒028-1371 岩手県下閉伊郡山田町船越6丁目135番1号

## 商品
- 大石牛乳
- コ〜ちっち（コーヒー飲料）
- ベーシック（生乳ヨーグルト）